# Mongrando
Mongrando är en ort och kommun i provinsen Biella i regionen Piemonte i Italien. Kommunen hade 3 794 invånare (2018).